# Markowa (Iwano-Frankiwsk)
Markowa (ukrainisch Маркова;  russisch Маркова, polnisch Markowa) ist ein Dorf im Zentrum der ukrainischen Oblast Iwano-Frankiwsk mit etwa 3000 Einwohnern (2001).
Das Dorf wurde 1487 zum ersten Mal schriftlich erwähnt.
Am 12. Juni 2020 wurde das Dorf ein Teil neu gegründeten Siedlungsgemeinde Solotwyn im Rajon Iwano-Frankiwsk; bis dahin bildete es die Landratsgemeinde Markowa (Марківська сільська рада/Markiwska silska rada) im Rajon Bohorodtschany.
Die Ortschaft liegt im Gebirgszug Gorgany der Waldkarpaten am Ufer der Manjawka (Манявка), einem 21 km langen Nebenfluss der Bystryzja Solotwynska 7 km flussabwärts von Manjawa, 19 km südwestlich vom Rajonzentrum Bohorodtschany und 38 km südwestlich vom Oblastzentrum Iwano-Frankiwsk. Im Norden grenzt das Dorf an die Siedlung städtischen Typs Solotwyn mit Anschluss an die Regionalstraße P–38.